# Salvador Hormeu i Gardella
Salvador Hormeu i Gardella (Girona, 18 de setembre de 1894 - Barcelona, 28 d'agost de 1992) fou un futbolista català de la dècada de 1910.

## Trajectòria
Fou un dels pioners del futbol gironí, un dels fundadors de l'Strong FC. Jugava d'interior esquerre. Arribà al FC Barcelona el 1914 i hi romangué fins a 1918, jugant 46 partits i marcant 23 gols. Formà l'ala esquerra al costat de Paulí Alcàntara. Un cop retirat esdevingué metge analista.